# ルキウス・リキニウス・ムレナ
ルキウス・リキニウス・ムレナ（ラテン語: Lucius Licinius Murena、紀元前105年ごろ - 没年不明）は紀元前1世紀初期・中期の共和政ローマの政治家・軍人。紀元前62年に執政官（コンスル）を務めた。

## 出自
ムレナの属するリキニウス氏族は、共和政最初期から護民官を出す有力プレブス氏族であった。紀元前367年に護民官ガイウス・リキニウス・ストロはリキニウス・セクスティウス法を制定、執政官の一人はプレブスから出すことなり、ストロ自身も紀元前364年には執政官に就任した。しかしながら、次に氏族から執政官が出るのは紀元前236年のガイウス・リキニウス・ウァルスまで待つことになる。
ムレナの父、祖父、曽祖父のプラエノーメン（第一名、個人名）はルキウスであり、それぞれプラエトル（法務官）までは出世した。中でも有名なのは父ルキウスで、紀元前88年に法務官として第二次ミトリダテス戦争に勝利し凱旋式実施の栄誉を得ている。
本記事のムレナは、ムレナ家としては最初の執政官である。大プリニウスはコグノーメン（第三名、家族名）のムレナに関して、ムレナの曽祖父がウツボ（Muraenidae）の養殖を始めたことに由来するとしている。しかし、実際には初めてこのコグノーメンを使用したのはムレナの祖父である。
ムレナにはガイウスという弟がいた。

## 経歴
ムレナは紀元前105年ごろに生まれた。第二次ミトリダテス戦争の際は、アシア属州総督を務めていた父の下におり、父の凱旋式ではトガ・プラエテクスタを着用してチャリオットに同乗している。
ムレナの政治家としてのキャリアは紀元前75年ごろにクァエストル（法務官）を務めたことに始まる。同僚にはマルクス・トゥッリウス・キケロやセルウィウス・スルピキウス・ルフスがいた。担当する地域はくじ引きで決定された。その後ムレナはルキウス・リキニウス・ルクッルスのレガトゥス（副司令官）として、第三次ミトリダテス戦争に参加した。紀元前72年には敵の本国であるポントスに侵攻し、ルクッルスはムレナに2個軍団を与えてアミソスを包囲させ、自分はミトリダテスを追尾した。アミソスは約1年耐えたが、ルクッルスが戻った直後に降伏した。紀元前69年のアルメニア王ティグラネス2世との戦いでは、ルクッルスはティグラノセルタから撤退したティグラネスにその近郊で完勝した（ティグラノセルタの戦い）。その後ティグラネスはティグラノセルタを追撃し、アルタクサタの戦いで再び勝利する。この間、ムレナに6,000の兵を与えてティグラノセルタの包囲を続けさせた。
紀元前67年、ムレナはローマに戻った。ムレナはルクッルスと共に、旧ポントスの土地に新しい属州を設立するための10人委員会の一人に選ばれたが、情勢が急変したため現地に赴くことはなかった（ポントスが属州となるのはネロの時代）。紀元前65年、ムレナはプラエトル・ウルバヌス（首都担当法務官）に就任する。同僚には再びルフスがいた。ムレナは壮大な競技会を開催して民衆の人気を得た。法務官人気満了後、ムレナはプロコンスル（執政官代理）権限でガリア・ナルボネンシス属州の総督となった。紀元前63年始めにはローマに戻り、次期執政官に立候補した。
他の候補者はルフス、デキムス・ユニウス・シラヌス、ルキウス・セルギウス・カティリナであった。結果シラヌスとムレナが当選し、紀元前62年の執政官に就任することとなった。ルフスはムレナを収賄罪（crimen de ambitu）で告訴した。検察側は次期護民官に選出されていたマルクス・ポルキウス・カト・ウティケンシスとグナエウス・ポストゥミウス、ムレナの弁護はキケロ、マルクス・リキニウス・クラッススおよびクィントゥス・ホルテンシウス・ホルタルスが担当した。裁判は紀元前63年11月後半に行われた。結局はムレナは無罪となったが。
一方、カティリナは違法な手段で権力を奪取する方法に転向した。カティリナの陰謀は発覚し、多くの共謀者が逮捕された。紀元前63年12月5日の元老院会議では、共謀者の処分が議論され、ムレナもこれに参加した。執政官に就任したルフスは、かつての政敵であったカト・ウティケンシスを大衆から守ることとなった。もう一人の護民官クィントゥス・カエキリウス・メテッルス・ネポスが提唱した、東方で戦っていたポンペイウスをローマに呼び戻すという法案に反対し、大衆の怒りをかったのだ。ムレナはシラヌスと共に、すべての法律の写しを国庫に保管するという法律を採択した。ムレナのその後に関する記録はない。

## 家族
ムレナの妻の名前は不明であるが、彼女にとっては再婚であったことが知られている。最初の夫ルキウス・ピナリウス・ナッタとの間に、息子が一人いた。ムレナの子供に関しても記録はない。キケロはムレナを弁護した際に、依頼人の親族をリストアップしているが、母親と兄弟のことだけを語っている。一方で、アウルス・テレンティウス・ウァッロ・ムレナ（紀元前23年執政官当選者、就任前に死去）がムレナの実子であるとの説もある。

## 参考資料

### 古代の資料
- ガイウス・プリニウス・セクンドゥス『博物誌』
- プルタルコス『対比列伝』
- マルクス・トゥッリウス・キケロ『ムレナ弁護』
- マルクス・トゥッリウス・キケロ『アッティクス宛書簡集』

### 研究書
- Broughton R. Magistrates of the Roman Republic. - New York, 1952. - Vol. II. - P. 558.
- Münzer F. Licinius 118ff // Paulys Realencyclopädie der classischen Altertumswissenschaft . - 1926. - Bd. XIII, 1. - Kol. 443.
- Münzer F. Licinius 119 // Paulys Realencyclopädie der classischen Altertumswissenschaft . - 1926. - Bd. XIII, 1. - Kol. 444.
- Münzer F. Licinius 121 // Paulys Realencyclopädie der classischen Altertumswissenschaft . - 1926. - Bd. XIII, 1. - Kol. 444.
- Münzer F. Licinius 123 // Paulys Realencyclopädie der classischen Altertumswissenschaft . - 1926. - Bd. XIII, 1. - Kol. 446-449.